# Kedrà Mitrei
Kedrà Mitrei (udmurt: Кедра Митрей, pseudònim de Dmitri Ivànovitx Korépanov, 1892 - 1949) fou un escriptor udmurt, poeta, prosista i dramaturg, un dels fundadors de la literatura udmurt moderna. En el pseudònim, Mitrei seria el nom (Dmitri) i Kedrà, el cognom, però ell sempre signava com a Kedrà Mitrei.

## Vida
Va néixer en una família pagesa del poble d'Egrà, a l'uiezd de Glaz, a l'actual Udmúrtia. Acabà l'escola parroquial d'Egrà el 1904 i després estudià a l'escola del poble veí de Zurí fins al 1907, quan ingressà en el Seminari de Mestres Al·lògens de Kazan (Kazanskaja inorodčeskaja učitelʹskaja seminarija). Hi publicà una revista manuscrita subversiva, entrà en conflicte amb un professor i no amagà el seu ateisme, per la qual cosa en fou expulsat. Afortunadament per a ell, el delicte d'ateisme va ser abolit del dret penal rus de resultes de la revolució de 1905.
Després d'això va iniciar un ampli periple buscant feina, que va durar entre 1911 i 1914. Va ser infructuós per la seva manca de titulació com a mestre, però va aprofitar-lo per recollir poesies populars udmurts. El febrer de 1914, finalment, començà a treballar com a mestre en una escola rural, però el juny fou cridat a l'exèrcit i enviat a Blagovésxensk, a la frontera xinesa. El 1917 va ser enviat a Irkutstk a treballar a la seu del Comissariat Militar de Sibèria i el 1919 va ingressar a l'Exèrcit Roig fins que fou desmobilitzat el 1920.
Tornà a Udmúrtia. Entre 1921 i 1923 fou cap de l'ensenyament a Zurí i Debés. Ingressà en el Partit Comunista el 1922. El 1923 es traslladà a Ijevsk, on va entrar a formar part del diari udmurt Gudiri, primer com a col·laborador literari i, entre 1924 i 1928, com a redactor. També fou redactor la revista mensual literària, artística, social i política Keneix, on col·laboraven els altres literats udmurts del moment. El 1923 va esdevenir membre de l'Associació Panrussa d'Escriptors Proletaris i el 1928 va participar a Moscou en el Congrés Panrús d'Escriptor Proletaris. De 1928 a 1930 va ser director de l'Escola Normal de Glaz.
Entre 1930 i 1932 va seguir cursos de doctorat a la Universitat Comunista dels Pobles de l'Est de Moscou. Durant la seva estada, a banda de la seva activitat literària, va escriure una Guia de metodologia per a l'escola Udmurt i diferents informes, com La política nacional proletària a l'àrea d'educació pública. Va ser membre de la Comissió Finoúgrica de l'Alfabet un informe del comitè financer per a la compilació de l'alfabet, i membre de junta de la Unió de la Comunitat Udmurt a Moscou. Va esdevenir membre de la Unió d'Escriptors de l'URSS.
De tornada a Udmúrtia, va esdevenir cap del Departament de Llengua i Literatura Udmurt de l'Institut Pedagògic Udmurt i director del sector de Llengua i Literatura Udmurt a l'Institut de Recerca Udmurt. De 1934 a 1937 va ser president de la Unió d'Escriptor de la RSSA Udmurt.

## Detenció i mort
Va ser detingut el 1937, acusat de «nacionalisme burgès, propaganda contrarevolucionària entre els estudiants, cooperació amb la intel·ligència japonesa». El setembre de 1937 va ser condemnat a 8 anys de treballs forçats. Va ser alliberat el 1945 del camp de treball de Magadan, a la costa del mar d'Okhotsk. El desembre de 1948 va ser detingut de nou i, per decisió del Consell Especial del Ministeri de Seguretat de l'Estat de l'URSS, desterrat a un «assentament especial» de Sibèria. Va morir d'esgotament al poble de Txumàkovo, a l'óblast de Novossibirsk.

## Obra
Entre 1910 i 1911, durant la seva llarga peregrinació a la recerca de feina, Kedrà Mitrei va escriure la novel·la autobiogràfica en rus  Fill d'un segle malalt (Дитя больного вега, Ditià bolnogo veka) Aquesta obra autobiogràfica parla dels seus estudis a Egrà, Zurí i, sobretot, Kazan. Inclou la història del seu poble i la seva família, bells quadres de paisatges i retrats de moltes persones diferents. Però la censura no en va permetre la publicació i la novel·la només es va publicar, censurada, el 1965 i sencera, 1993.
Entre 1912 i 1928 aparegué la seva «trilogia dels herois». Els noms de les obres coincideixen amb els dels personatges principals, batirs (bogatirs o bahadurs) populars del folklore udmurt. La trilogia consta de dues obres de teatre i un llarg poema narratiu:
1. La tragèdia Eix-Terek (Эш-Тэрек, escrita el 1912, publicada el 1915). Fou una de les primeres obres teatrals en udmurt. Està basada en una llegenda popular, sobre la qual també Kuzebai Gerd va escriure el 1911.[9] L'acció té lloc al segle xiv amb un conflicte entre maris i udmurts com a rerefons. L'autor va revisar l'obra durant els anys vint.
2. La tragèdia Idna Batir (Идна батыр, 1926). L'acció té lloc una mica abans dels fets descrits a Eix-Terek. L'autor planteja la pregunta de si cal lluitar o si és possible trobar un punt d'acord amb els enemics.
3. El poema narratiu Iuber Batir (Юбер батыр,1928). Fou dels primers poemes narratius en udmurt. Ambientat després de les dues obres precedents, descriu la tragèdia que va acompanyar la presa de les terres udmurts per part del tsarat rus.

Poble antic (1926) (Вужгурт, Vujgurt), és una novel·la curta sobre la vida del llogaret d'Udmúrtia durant l'època de la revolució (1904-1920). El personatge principal presenta trets autobiogràfics. El 1936 aparegué una revisió de l'obra sota el títol El poble antic tremola (Вужгурт зурка, Vujgurt zurkà). En la nova edició, alguns revolucionaris, que en aquella època van ser declarats «enemics del poble», van continuar sent personatges positius a la novel·la, la qual cosa va ser utilitzada contra Kedrà Mitrei durant el seu processament.
La dura opressió (1929) (Секыт зӥбет, Sekit Zibet), és la primera gran novel·la de la literatura udmurt. La trama gira al voltant de la cristianització forçosa dels udmurts i la resistència antifeudal. És l'obra més famosa de l'autor i la més cèlebre de la literatura udmurt. Abans de la detenció de l'autor, se'n feu una segona edició el 1935 i el 1932 va publicar-se'n una traducció al rus.
A banda d'aquestes obres principals, Kedrà Mitrei publicà també nombrosos relats.